# كارلوس خيمينيز دياز
كارلوس خيمينيز دياز (بالإسبانية: Carlos Jiménez Díaz)‏ هو باحث وكاتب وطبيب إسباني، ولد في 9 فبراير 1898 في مدريد في إسبانيا، وتوفي بنفس المكان في 18 مايو 1967.